# Gaetano Cesana
Gaetano Cesana (Carate Brianza, 23 ottobre 1910 – ...) è stato un calciatore italiano, di ruolo portiere.

## Carriera
Ha militato in massima serie con la maglia del Milan, senza tuttavia mai raccogliere presenze in gare ufficiali. In seguito passa all'Atalanta, con cui gioca 56 partite in Serie B nell'arco di 4 stagioni.